# Javier Flaño
Javier Flaño Bezunartea (* 19. August 1984 in Pamplona) ist ein spanischer Fußballspieler, der beim CA Osasuna in der spanischen Primera División spielt.

## Spielerkarriere
Der in Pamplona geborene Javier Flaño spielt seit seiner Kindheit bei CA Osasuna. Im Jahr 2005 schaffte er es, in die A-Mannschaft von Osasuna zu kommen, nachdem er zuvor vier Jahre lang für die B-Elf auflief. Sein Debüt gab er am 28. August 2005 beim 2:1-Heimsieg über den FC Villarreal. Nach vier Jahren beim CA Osasuna wechselte er zum CD Numancia, wo er auf Anhieb Stammspieler wurde.
Im Sommer 2011 wurde er zum Ligakonkurrenten FC Elche transferiert.
Nachdem Elche in die Primera División aufgestiegen war, wechselte er im Sommer 2013 zum Zweitligisten CD Mirandés.
Zur Saison 2014/15 kehrte er zum inzwischen in der Segunda División spielenden CA Osasuna zurück, mit dem er 2015/16 in die Primera División aufsteigen konnte.

## Persönliches
Sein Zwillingsbruder Miguel spielt mit ihm bei Osasuna – beide sind Verteidiger. Obwohl sie gleich alt sind, wurde sein Bruder Miguel ein Jahr vor ihm für die erste Mannschaft berufen. Zudem spielte Javier Flaño, wie auch sein Bruder, für die U-21-Nationalmannschaft Spaniens.

## Erfolge
- Mittelmeerspiele: 2005